# Hiccoda dosaroides
Hiccoda dosaroides là một loài bướm đêm trong họ Noctuidae.